# Lazac
Lazac (en serbe cyrillique : Лазац) est un village de Serbie situé sur le territoire de la ville de Kraljevo, district de Raška. Au recensement de 2011, il comptait 684 habitants.

## Démographie

### Évolution historique de la population
| 1948  | 1953  | 1961  | 1971  | 1981  | 1991  | 2002 | 2011 |
| ----- | ----- | ----- | ----- | ----- | ----- | ---- | ---- |
| 1 492 | 1 528 | 1 478 | 1 349 | 1 225 | 1 069 | 865  | 684  |

|  |